# JJ Cobas
JJ Cobas fue una empresa española fabricante de motocicletas, fundada en 1983 en Barcelona por el comerciante Jacinto Moriana, el cual en reconocimiento a su mejor ingeniero Antonio Cobas, decidió poner a la escudería su nombre. Su razón social era JJ Cobas Engineering SL y fabricó durante unos años en Vilasar de Dalt, trasladándose a San Andrés de la Barca en 1990. La empresa fue disuelta definitivamente en el año 1998, poco después de la muerte de Moriana.

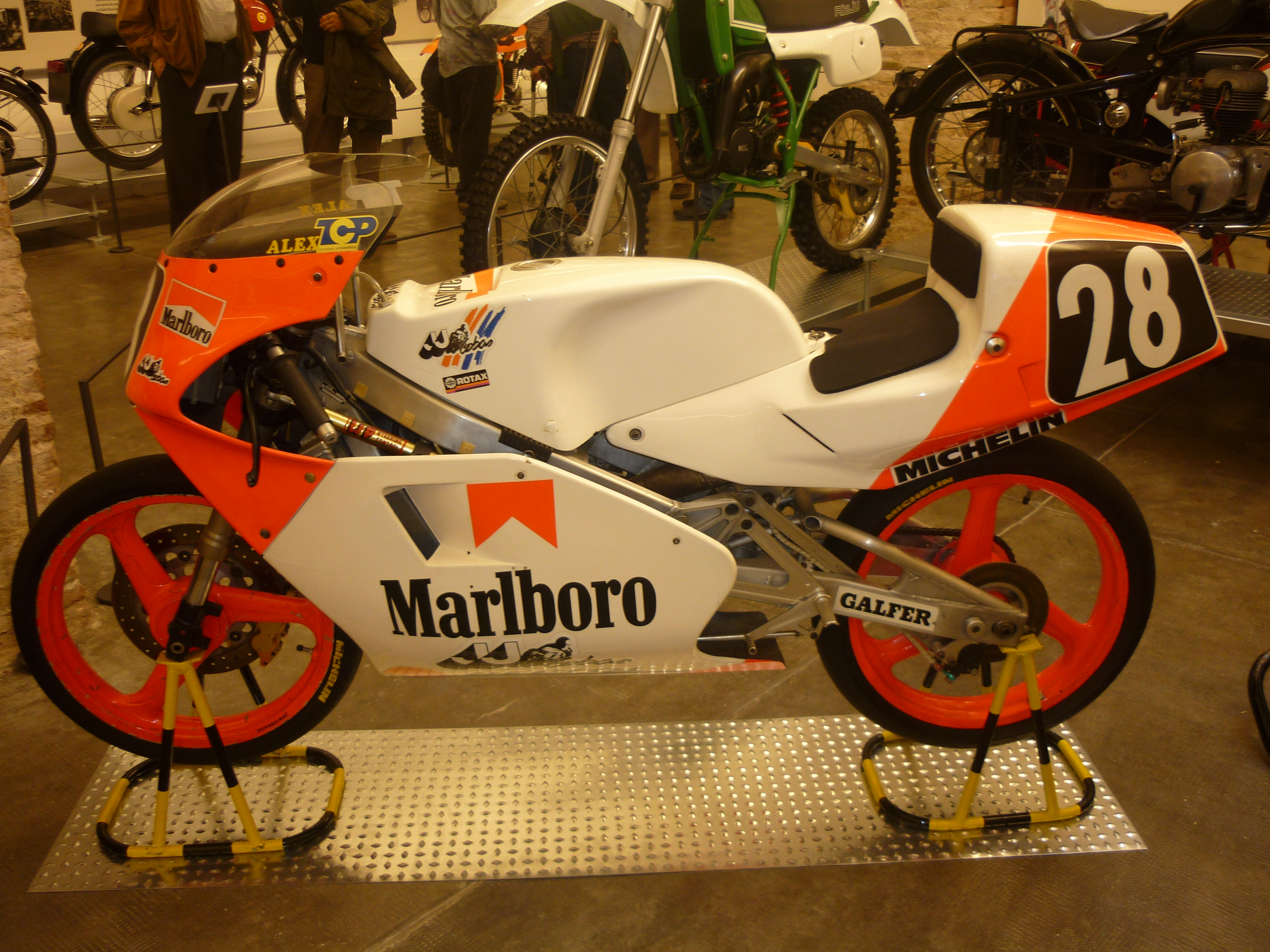
JJ Cobas de 125cc con la que ganó el Mundial de 1989 el piloto Alex Crivillé

JJ Cobas destacó especialmente por sus motocicletas de velocidad innovadoras y altamente competitivas, habiendo conseguido todo tipo de éxitos internacionales entre los que cabe mencionar el Mundial de velocidad de 125cc ganado por Alex Crivillé en 1989. También fueron muy bien valoradas por los expertos sus motocicletas de trial, de carretera y de trail (modalidad similar al enduro).

## Historia

### Antecedentes

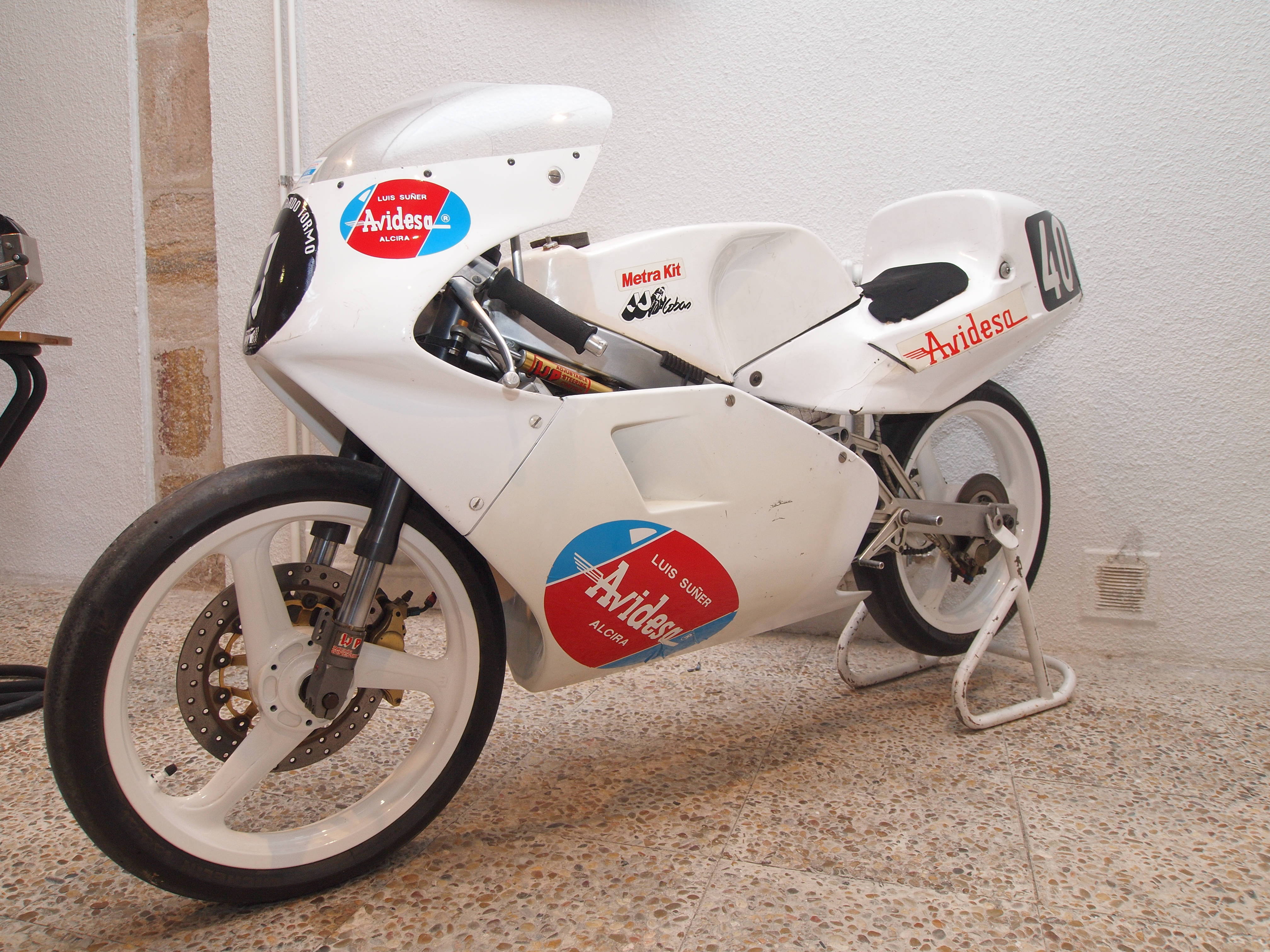
JJ Cobas-Rotax de 125cc

Jacinto Moriana era el dueño de la tienda barcelonesa JJ Automóviles y desde 1976 dirigía su propia escudería, la Escudería JJ, desde la que patrocinaba algunos de los mejores pilotos de motociclismo catalanes en todas las disciplinas: Luis Miguel Reyes, Carlos Cardús, Joan Garriga, Sito Pons, Carlos Mas, Toni Gorgot, los hermanos Toni y Jordi Elías, etc.
Por otra parte, Antonio Cobas era un brillante ingeniero del sector de la motocicleta, especializado en el apartado de los chasis , que no hacía mucho había participado en la fundación de dos marcas de motocicletas de velocidad de renombre: Siroko y Kobas.

### Nacimiento
Hacia enero de 1983, Moriana contactó con Cobas y le ofreció ser el ingeniero de su escudería y crear las mejores motos, propuesta que Cobas acabó aceptando a finales de marzo de ese año. Su primer proyecto dentro fue la JJCobas de trial, equipada primero con un motor de Montesa Cota y a partir de la versión RC25 con uno de Bultaco Sherpa T.
A continuación, la empresa desarrolló una motocicleta para carreras de resistencia con motor BMW K100, y a partir de 1984 entró de lleno al mundo de los Grandes Premios con su primera creación en este campo: la TR1. Desde entonces hasta el final, JJ Cobas fue mejorando sus motocicletas de velocidad, llegando a unos niveles de prestaciones de primera línea.

### Últimos tiempos
La última moto de la marca diseñada íntegramente por Antonio Cobas fue la trail de 1995 con motor Yamaha XTZ 660. En 1998 con la muerte de Jacinto Moriana todos los proyectos quedaron parados.

### Pilotos campeones con JJ Cobas
| Piloto                  | Título                     | Año  |
| ----------------------- | -------------------------- | ---- |
| Xavier Cardelús Maestre | Campeón de Europa de 250cc | 1987 |
| Alex Crivillé           | Campeón del Mundo de 125cc | 1989 |
| Javier Debón            | Campeón de Europa de 125cc | 1990 |